# Château de Fenffe
Le château de Fenffe est un château situé en Wallonie à Fenffe, dans la commune de Houyet.

## Description
Le château dans sa disposition actuelle date de la fin du XVIe siècle et ressemble dans son apparence à un château-ferme. Le château dispose d’un jardin et d’une terrasse qui donne sur un plan d‘eau. Le parc renferme de nombreux chênes anciens. On peut également y trouver une chapelle datant de 1717. Entre le château et la route, il existe une bâtisse basse et flanquée de deux tours, dont une sert de pigeonnier.

## Historique
Avec le hameau de Hérock, Fenffe formait une seigneurie dont le château était le siège. En 1317, il était occupé par la famille de Finfe. Au milieu du XIVe siècle, à la suite d’un mariage, le château passe aux mains de la famille De Waha.
Le 3 février 1580, le domaine est racheté par Lambertine de Croÿ, comtesse de Berlaymont et dame de Hierges, qui le cède ensuite à Charles de Poitiers, un noble de la région de Liège. Le 26 juin 1643, il devient la propriété de Jacques de Rouvroy. Au XVIIIe siècle, c’est François-Joseph, gouverneur du comté de Namur, qui en fait l’acquisition.
Le 12 juin 1784, il le revend à Théodore Delvaux, qui officie comme médecin à Rochefort. Depuis, ses descendants portent le nom de Delvaux de Fenffe. Ils restent propriétaires du domaine jusqu’en 1891, lorsqu’ils le revendent au roi Léopold II de Belgique, qui annexe Fenffe au domaine royal d'Ardenne. En 1903, le château, ainsi que les autres propriétés du roi, est cédé à la Donation Royale. Délaissé par la famille royale puis complètement abandonné et laissé en ruine depuis la Deuxième Guerre mondiale, il subit les dégâts d’un incendie en 1966. 
Après d’importants travaux de restauration en 1967 et 1968, le château devient la résidence secondaire des princes de Liège, le prince Albert et la princesse Paola. Lorsque Albert II monte sur le trône, en 1993, le couple royal déménage à Ciergnon et laisse Fenffe à la disposition de leurs enfants. Le château, trop coûteux à entretenir, est désormais en location.